# Bristol 400
Der Bristol 400 ist ein Oberklassefahrzeug, mit dem der britische Flugzeughersteller Bristol Aeroplane Company nach dem Ende des Zweiten Weltkriegs in die Automobilproduktion einstieg. Das Fahrzeug war in technischer und stilistischer Hinsicht eng mit verschiedenen Vorkriegssportwagen von BMW verwandt. Der 400 bildete die konstruktive Grundlage für viele spätere Bristol-Modelle. Auch nachdem die Automobilsparte 1959 unter dem Namen Bristol Cars ihre Selbstständigkeit erlangt hatte, wurden wesentliche Elemente des 400 weiterverwendet. Das Fahrgestell etwa fand sich in modifizierter Form noch in dem bis 2011 produzierten Bristol Blenheim. Wie viele Exemplare des 400 hergestellt wurden, ist nicht bekannt. Der Bristol 400 ist heute ein gesuchter Klassiker.

## Hintergrund
Nach dem Ende des Zweiten Weltkriegs sah die bis dahin von Rüstungsaufträgen abhängige Bristol Aeroplane Company – ähnlich wie Saab in Schweden – im Automobilbau ein neues, an den Bedürfnissen der Zivilgesellschaft ausgerichtetes Betätigungsfeld.
Bereits in den letzten Kriegsjahren entwickelten Bristol-Ingenieure zwei unterschiedliche Prototypen, von denen der zweite – der Typ 2EX – 1946 nahezu Serienreife erreichte. Diese sehr aufwendigen Projekte fanden ihr Ende, als Bristol im Laufe des Jahres 1945 die Anteilsmehrheit an dem britischen Sportwagenhersteller Frazer Nash übernahm. Frazer Nash hatte seit 1934 einzelne BMW-Modelle wie den 320 und den 326 in Großbritannien als Frazer-Nash-BMW vermarktet. Unmittelbar nach Kriegsende übernahm Frazer Nash „eine große Menge“ an Konstruktionszeichnungen für die BMW-Modelle 326, 327 und 328. Im Herbst desselben Jahres gelang es Harold John „H. J.“ Aldington, dem Inhaber von Frazer Nash, zudem, den in britischer Kriegsgefangenschaft befindlichen BMW-Ingenieur Fritz Fiedler für eine Zusammenarbeit mit seinem Unternehmen zu gewinnen. Unter welchen konkreten Umständen die Übernahme der Konstruktionspläne erfolgte – etwa im Rahmen von Reparationsleistungen oder gegen Erbringung finanzieller Gegenleistungen durch Frazer Nash –, ist bis heute nicht geklärt.
Angesichts der neuen Beziehung zu Frazer Nash stellte Bristol im Juni 1945 die Entwicklung eines eigenen Autos ein und konzentrierte sich auf die Übernahme und die Anpassung der BMW-Konstruktionen. Diese Entscheidung ermöglichte den schnellen und kostengünstigen Aufbau der eigenen Automobilsparte, führte andererseits aber dazu, dass Bristol statt einer Neuentwicklung künftig eine Vorkriegskonstruktion verwenden würde.
Anfänglich war geplant, ein in größerer Serie hergestelltes Tourenwagenmodell unter der Bezeichnung „Frazer-Nash-Bristol“ anzubieten, während Frazer Nash einen davon abgeleiteten Sportwagen unter dem eigenen Markennamen, d. h. ohne den Zusatz Bristol, verkaufen sollte. Im April 1947 allerdings trennten sich Bristol und Frazer Nash. Bristol setzte den Bau des nun „Bristol 400“ genannten Fahrzeugs in eigener Verantwortung fort; Frazer Nash hingegen baute eigenständige Sportwagen, die zumeist Motoren von Bristol verwendeten.

## Technik und Entwicklungsgeschichte des Bristol 400

### Rahmen und Fahrwerk

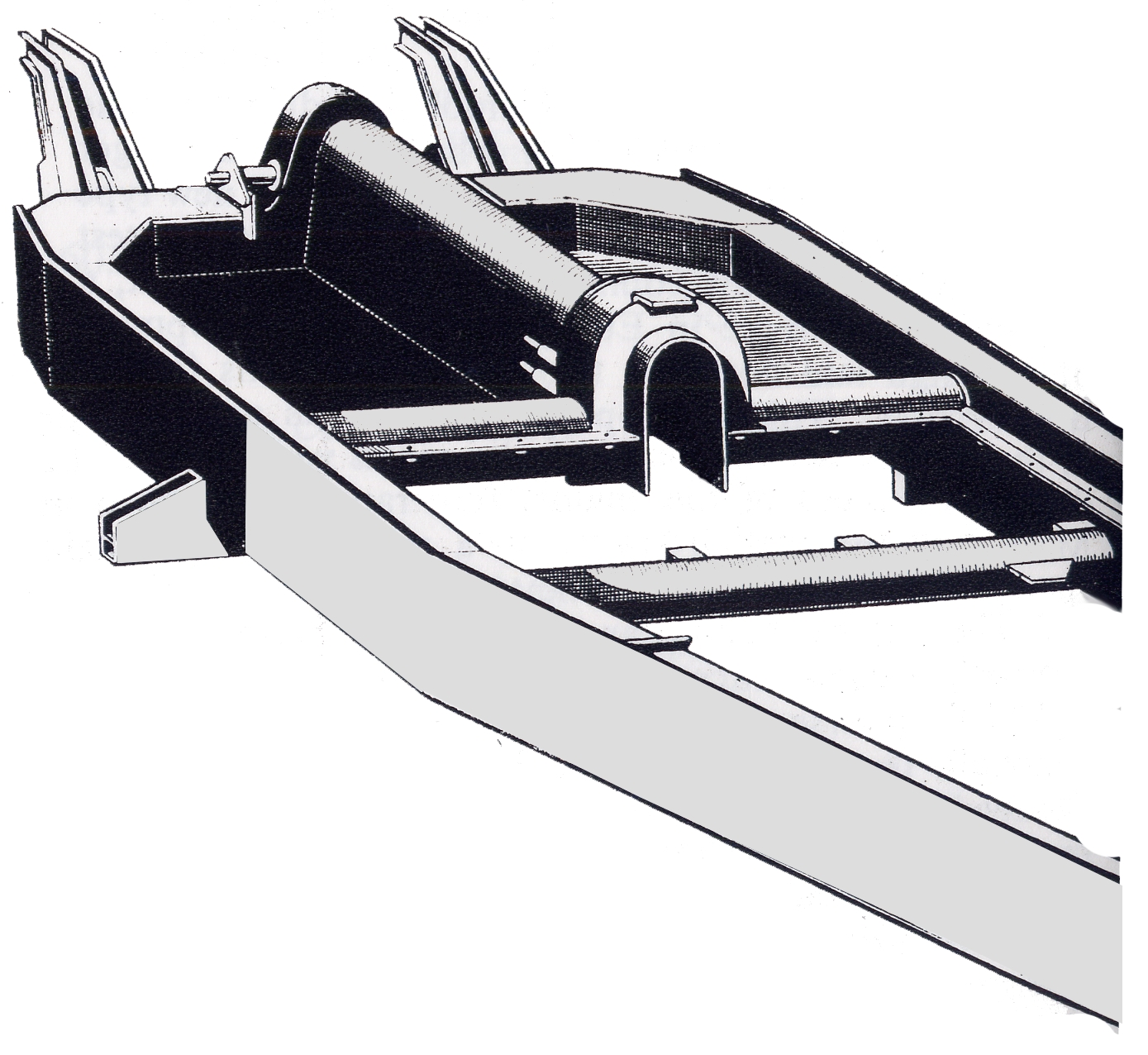
Chassis des Bristol 400

Der Aufbau des Bristol 400 ruhte auf einem Stahlrahmen mit Längsträgern und Quertraversen, dem zeitgenössische Berichte eine außergewöhnliche Festigkeit attestierten. Das Chassis, das sich im Bereich des Vorderwagens verjüngte, wurde zu einem Markenzeichen aller späteren Bristol-Modelle. Die Vorderräder waren unabhängig aufgehängt, hinten verwendete Bristol eine Starrachse, die mit Drehstabfedern und selbst konstruierten Stoßdämpfern versehen war.

### Motor
Der Motor des Bristol 400 entsprach im Wesentlichen einer BMW-Konstruktion aus den späten 1930er Jahren. Grundlage war der für den BMW 328 entwickelte Reihensechszylindermotor.
Zu dessen Besonderheiten gehörten halbkugelförmige Brennräume mit V-förmig hängenden Ventilen, die über Stößel, Stoßstangen und Kipphebel von der unten liegenden Nockenwelle gesteuert wurden. Die Auslassventile wurden über eine zusätzliche Stoßstange quer über den Zylinderkopf und einen zweiten Kipphebel betätigt. Außergewöhnlich waren ferner die steil abfallenden Einlasskanäle (die Vergaser saßen in der Mitte über dem Motor), was unter anderem die Lastwechselreaktionen positiv beeinflusste. Bristol übernahm diese konstruktiven Eigenheiten für den Motor des 400. Der Bristol-Motor war allerdings nicht nach metrischen Maßen konstruiert, sondern in Zoll-Werten. Nach Darstellung des Bristol Owners Clubs verwendete Bristol zudem höherwertige Materialien und legte generell höhere Qualitätsstandards an als BMW.
Der Ottomotor hatte einen Hubraum von 1971 cm³. Im Laufe der Jahre bot Bristol für den Typ 400 vier Leistungsstufen an: Anfänglich waren die Typen 85 (mit 55 kW, entspricht 75 PS) und 85A erhältlich; Letzterer hatte drei SU-Vergaser und leistete 59 kW (80 PS bei 4500/min). Ab März 1948 lieferte Bristol wahlweise eine 62 kW (85 PS) starke Version (Typ 85C), die mit drei Solex-Vergasern ausgestattet war. Die leistungsstärkste Ausführung war der Typ 85C mit 66 kW (90 PS). Die Höchstgeschwindigkeit mit dem 85A-Motor wurde mit 94 Meilen pro Stunde (ca. 150 km/h) angegeben.
Bristol überarbeitete den Motor in den folgenden 15 Jahren mehrfach, unter anderem wurde 1959 der Hubraum für den Einsatz im Bristol 406 auf 2,2 Liter vergrößert (Typ 110).

### Karosserie

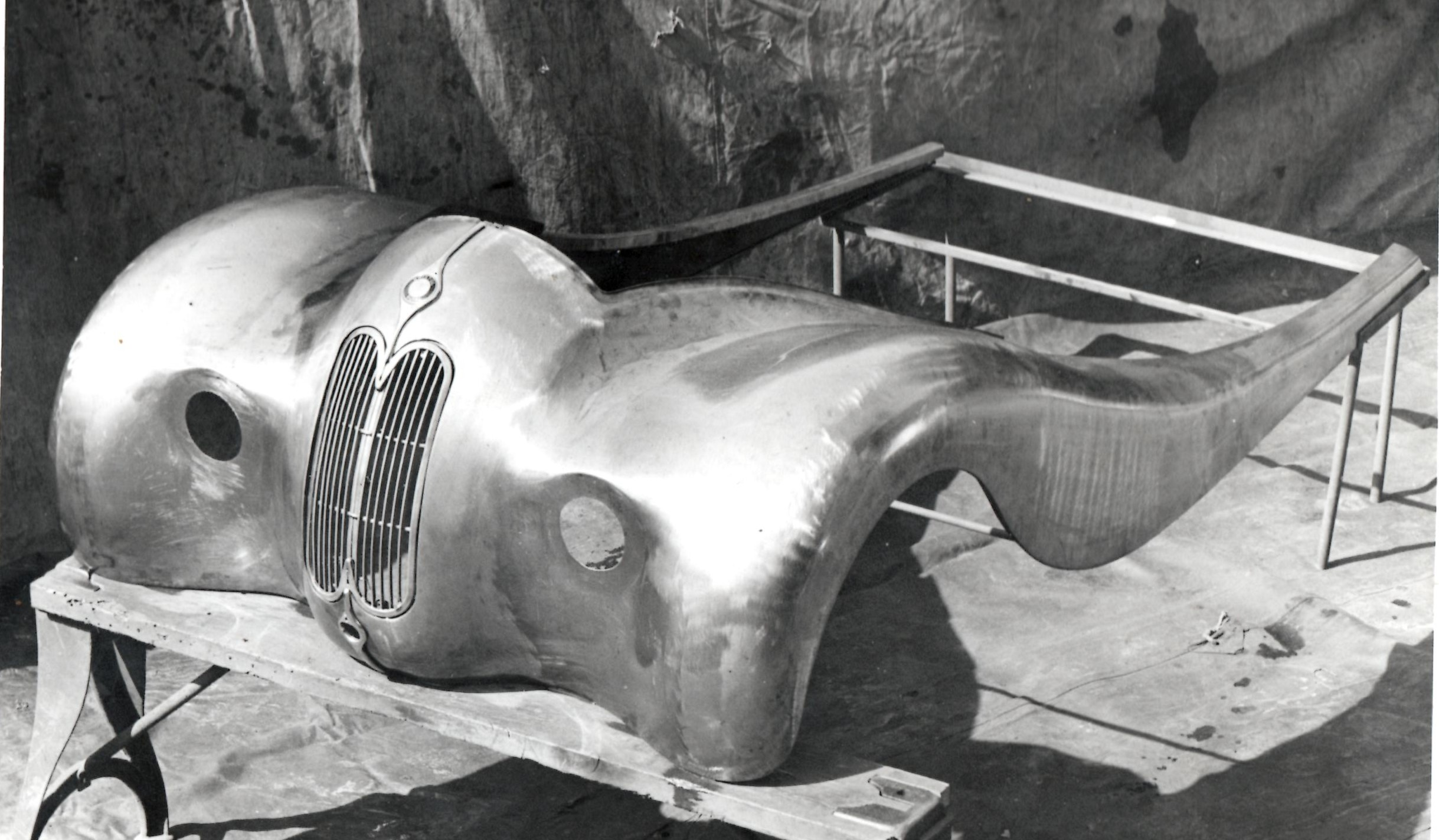
Frontverkleidung mit Blechen von Abbey Panel

Werksseitig wurde der Bristol 400 als zweitüriges Coupé („Saloon“) angeboten.
Der Aufbau war von Dudley Hobbs entworfen worden, einem langjährigen Mitarbeiter der Bristol Aeroplane Company, der fast alle künftigen Serienmodelle der Marke bis zum Britannia (1982) gestalten sollte. Hobbs orientierte sich bei der Gestaltung der Karosserie an einem Aufbau, den Peter Schimanowski 1938 für den BMW 327 entworfen hatte und der im folgenden Jahr von dem Darmstädter Karosseriewerk Autenrieth verwirklicht wurde. Die Form des Bristol 400 war etwas anders als das Autenrieth-Design, folgte aber weitgehend dieser Vorlage. Die Motorhaube war geringfügig höher als bei Schimanowskis Entwurf; vor allem aber war die Dachlinie im Bereich der Rücksitze eigenständig: Sie war gegenüber dem BMW-Design erhöht, um größeren Personen mehr Kopffreiheit zu geben. Andererseits übernahm Hobbs den nierenförmigen Kühlergrill der BMW-Vorlage und machte damit die Verwandtschaft des 400 mit den thüringischen Vorkriegskonstruktionen auch äußerlich deutlich.
Die Karosserie wurde – anders als bei allen folgenden Bristol-Modellen – in Gemischtbauweise hergestellt: auf einem Holzgerippe waren die Karosseriebleche aus Stahl mit Nägeln befestigt; lediglich die Türen sowie die Motorhaube und die Kofferraumklappe waren aus Aluminium. Dieser Aufbau ruhte auf dem Doppelrohrrahmen.
Bei der Konstruktion der Karosserie erhielt Bristol Unterstützung von dem britischen Spezialbetrieb The Abbey Panel & Sheet Metal Co., der auch mindestens einen Prototyp aufbaute.
Außer dem Coupé baute Bristol 1946 auch zwei Prototypen eines zweitürigen Cabriolets mit der BMW-327-Karosserie. Pläne für eine Serienfertigung dieser Version wurden bereits im Oktober 1946 aufgegeben. Abgesehen von der Standardkarosserie entstanden auf Kundenwunsch diverse Sonderaufbauten, die unterschiedliche britische und kontinentaleuropäische Karosseriebauunternehmen herstellten.

### Serien 1 und 2

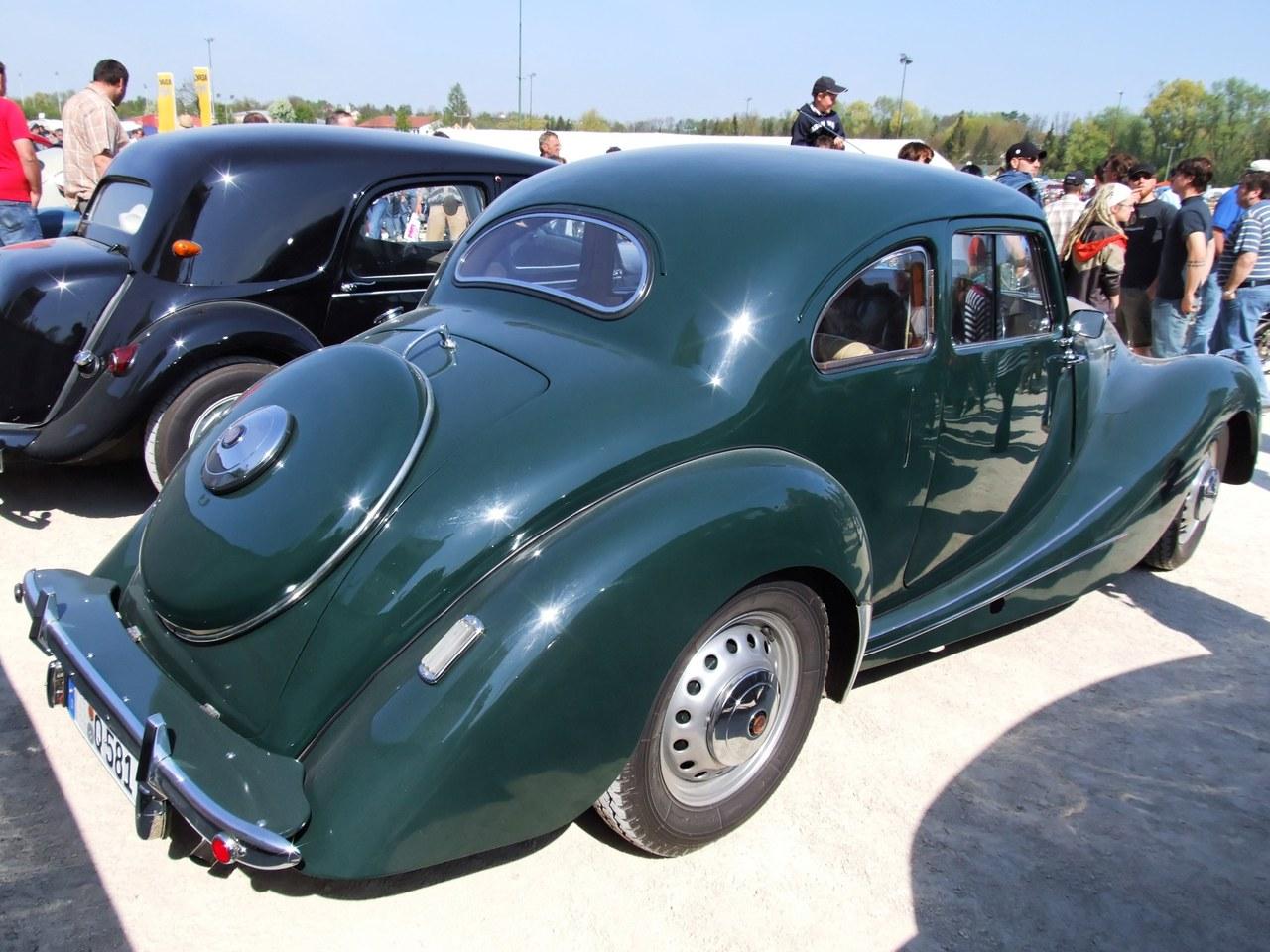
Kennzeichnet die zweite Serie des Bristol 400 (ab 1948): in die Kofferraumklappe eingelassenes Reserverad

Der Bristol 400 wurde in seiner ursprünglichen Form vom Frühjahr 1947 bis zum März 1948 produziert. Anlässlich des Genfer Auto-Salons 1948 präsentierte Bristol eine überarbeitete Version, die heute inoffiziell als Series 2 bezeichnet wird. Äußerlich unterschied sich die zweite von der ersten Serie durch gerade verlaufende vordere Stoßstangen, die die früheren, geschwungenen Einheiten ersetzten, sowie ein Reserverad, das in den Kofferraumdeckel eingelassen war, um den Gepäckraum zu vergrößern. Zudem gab es größere Scheinwerfer, die mit einer gewölbten Streuscheibe versehen waren. Nahezu zeitgleich mit der Einführung der zweiten Serie war auch der stärkere Motor vom Typ 85C wahlweise lieferbar.

### Eigenproduktion
Eine Besonderheit des 400 war, dass Bristol mit Ausnahme der Elektrik (Lucas), der Kupplung und der Bremsen (Lockheed) praktisch jedes Bauteil selbst fertigte. Was in der Literatur gelegentlich für Spott sorgte war aus Bristols Sicht ein Beitrag zur Qualitätssicherung. Zeitgenössische Presseberichte bestätigen das hohe Qualitätsniveau des Autos.

### Bristol = BMW?
In der Fachliteratur wird wiederholt die Frage diskutiert, ob der Bristol 400 mehr ist als ein abgewandelter BMW.
Einige Autoren beschreiben den Bristol 400 als „eine ausgewogene Mischung erprobter BMW-Konzepte“, andere weisen darauf hin, dass er konstruktive und gestalterische Elemente der BMW-Modelle 326, 327 und 328 miteinander verband.
Die Verwandtschaft des Bristol 400 mit BMW-Konstruktionen war äußerlich ohne Weiteres erkennbar. Auffälligstes Merkmal war der BMW-typische nierenförmige Kühlergrill, den Bristol für sein neues Modell unverändert übernahm. Auch die Nomenklatur belegte die Beziehungen zum deutschen Hersteller: Indem Bristol sein erstes eigenes Automodell „400“ nannte, machte das Unternehmen deutlich, dass es den Wagen als Fortsetzung bzw. Nachfolger von BMWs Vorkriegsmodellen sah, die bis zum BMW 335 von 1939 alle eine mit einer 3 beginnende dreistellige Zahl als Modellbezeichnung trugen.
Werksseitig wurde dem regelmäßig entgegengetreten. Bristol war bemüht, den 400 als eigenständiges Modell erscheinen zu lassen. Tony Crook, in den frühen 1950er Jahren größter Bristol-Händler und ab 1973 alleiniger Inhaber des Unternehmens, behauptete in späteren Jahren, der Bristol 400 sei gänzlich anders („totally different“) gewesen als die BMW 326/327/328: Er sei geräumiger gewesen, versehen mit den neuesten technischen Standards, gebaut nach den Maßstäben der Luftfahrt und vollständig geräuschisoliert. Insgesamt sei es schade gewesen, dass Bristol für diesen Wagen die BMW-Niere an der Wagenfront unverändert übernommen habe. Auch die zeitgenössische Automobilpresse besprach die Beziehung zu BMW entweder gar nicht oder nur zurückhaltend.

## Marktpositionierung
Der Bristol 400 war ein Automobil der Oberklasse. Das Werk legte Wert darauf, dass nur ausgewählte Materialien verarbeitet wurden und die handwerkliche Herstellung mit höchster Sorgfalt erfolgte. Das spiegelte sich auch in seinem Preis wider. Der Verkaufspreis betrug im ersten Jahr seiner Produktion 1.525 £ zuzüglich Steuern (2.375 £ brutto), was einem Gegenwert von nahezu sieben Ford Anglia aus britischer Herstellung entsprach. Ein Jaguar Mark IV kostete zur gleichen Zeit 1.263 £, ein Bentley mit Standardkarosserie 4.038 £. In der Schweiz, dem wichtigsten kontinentaleuropäischen Exportmarkt Bristols, kostete ein 400 Ende 1947 33.000 Schweizer Franken. Er war dort damit um 50 % teurer als ein Jaguar 3,5 Liter.

## Serienproduktion
Im Herbst 1946 entstanden die ersten Prototypen des Bristol 400: zwei Exemplare des geschlossenen Modells Saloon, daneben zwei Prototypen des offenen Drophead. Die Fahrzeuge wurden in den darauf folgenden Monaten eingehend getestet; Werksfahrer unternahmen mehrere Langstreckenfahrten durch Europa. Die meisten von ihnen hatten Italien zum Ziel: Bereits zu dieser Zeit stellte Bristol Kontakte zu dem Mailänder Karosseriehersteller Touring her, der den Nachfolger des 400 einkleiden sollte.
Die Serienproduktion des Bristol 400 wurde im Frühjahr 1947 aufgenommen, ab März 1948 war eine überarbeitete Version (Series 2) erhältlich. Der 400 blieb bis 1950 im Programm. Seine Produktion überschnitt sich damit für mehr als ein Jahr mit der seines Nachfolgers, des Bristol 401, der eine überarbeitete Version des 400 darstellte und eine eigenständige Karosserie trug.
Die Produktionszahlen des Bristol 400 sind unklar. Das Werk machte hierzu – wie bei allen späteren Modellen auch – keine Angaben. In der Fachliteratur finden sich diverse Schätzungen, die stark voneinander abweichen. Einige Quellen gehen davon aus, dass insgesamt etwa 450 Exemplare hergestellt wurden. Andere geben 474 Exemplare bzw. 700 Exemplare an, wieder andere halten schließlich eine Produktion von bis zu 1000 Fahrzeugen für möglich. Tony Crook erklärte 1996, dass keiner der bis dahin in der Literatur genannten Werte zutreffend sei.
Der erste, 1946 gebaute Bristol 400 befindet sich noch im Jahr 2012 im Besitz von Tony Crook.

## Sonderaufbauten
Mehrere unabhängige Karosseriebauunternehmen stellten bis 1951 eigenständige Aufbauten für das 400-Chassis her. Sie gingen zumeist auf individuelle Kundenaufträge zurück, in seltenen Fällen auch auf Aufträge von Bristol-Händlern oder -Importeuren.

### Der Bristol 400 Farina

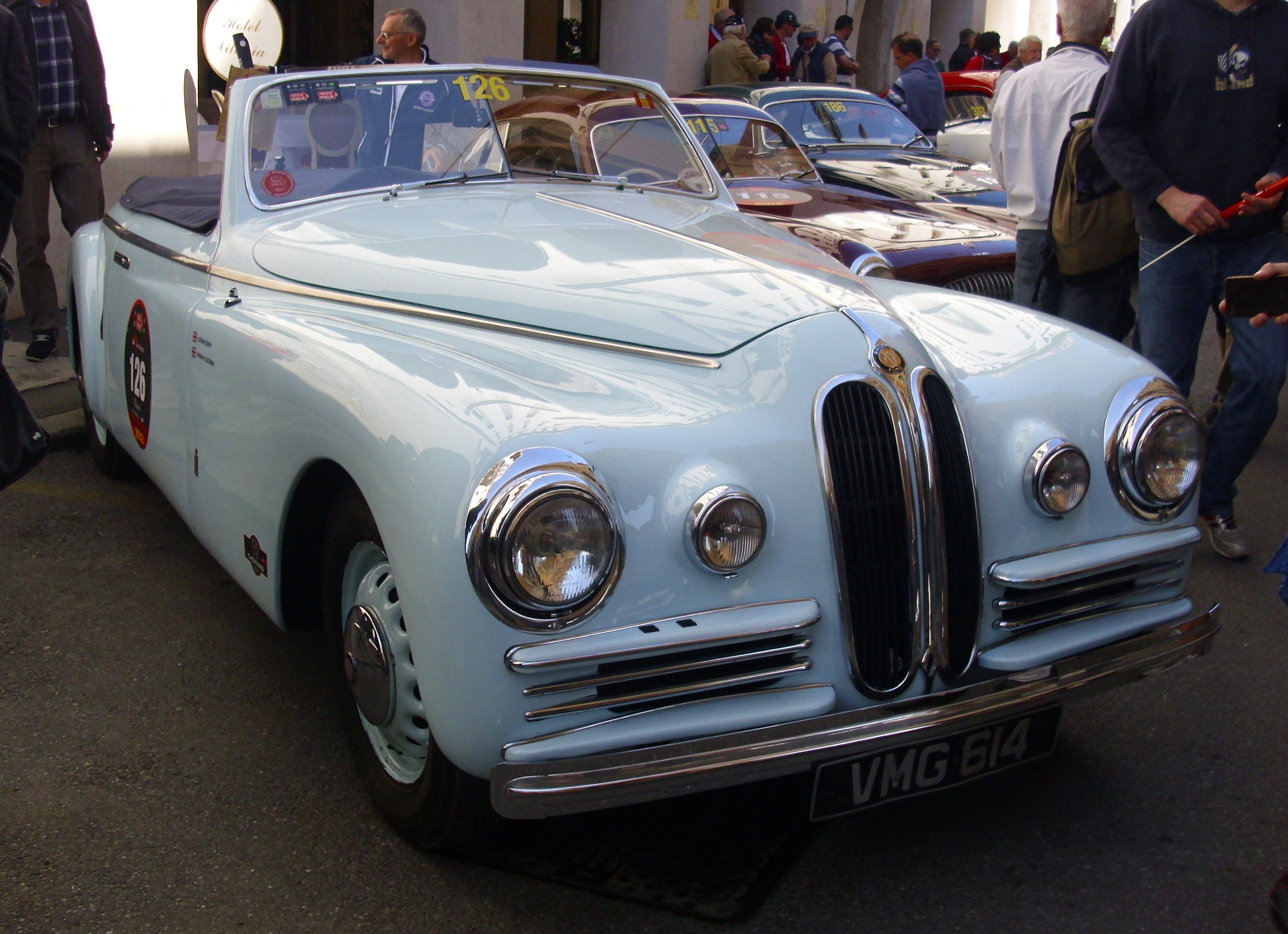
Bristol 400 Farina

Die bekannteste Sonderausführung des Bristol 400 ist eine zweisitzige Cabriolet-Version mit einer Karosserie des italienischen Designers Farina.
Für den Cabriolet-Aufbau verstärkte Bristol das Chassis des 400, indem an mehreren Stellen zusätzliche Stahlplatten eingeschweißt wurden; zugleich wurde der Tank, der sich in der Serienversion über der Hinterachse befand, in den Kofferraum verlegt, um Platz für das Verdeck zu schaffen. Die Karosserie des Cabriolets war eigenständig. Farina gestaltete eine Semi-Pontonform mit Kotflügeln, die in die Türen übergingen. An der Frontpartie waren Doppelscheinwerfer installiert. Insgesamt erinnerte die Gestaltung des Autos an das bereits 1939 realisierte Alfa Romeo 6C 2500 SS Cabriolet.
Das erste Farina-Cabriolet entstand 1947 im Auftrag von H.J. Aldington auf der Grundlage des ersten serienmäßig hergestellten 400-Chassis. Zeitgenössischen Pressemitteilungen zufolge plante Bristol anfänglich, das Farina-Cabriolet in Kleinserie herzustellen. Ob es tatsächlich dazu kam und wie viele Exemplare entstanden, ist unklar. Während in den 1990er Jahren das 1947 hergestellte Farina-Cabriolet vielfach als Einzelstück angesehen oder die Produktion von lediglich zwei Fahrzeugen angenommen wurde, legen jüngere Untersuchungen die Vermutung nahe, dass Farina im Laufe der Jahre mindestens vier Fahrzeuge auf 400er Chassis aufbaute. Vier weitere, sehr ähnlich aussehende Cabriolets entstanden zudem auf der Basis des Bristol 401.

### Saloon von Touring

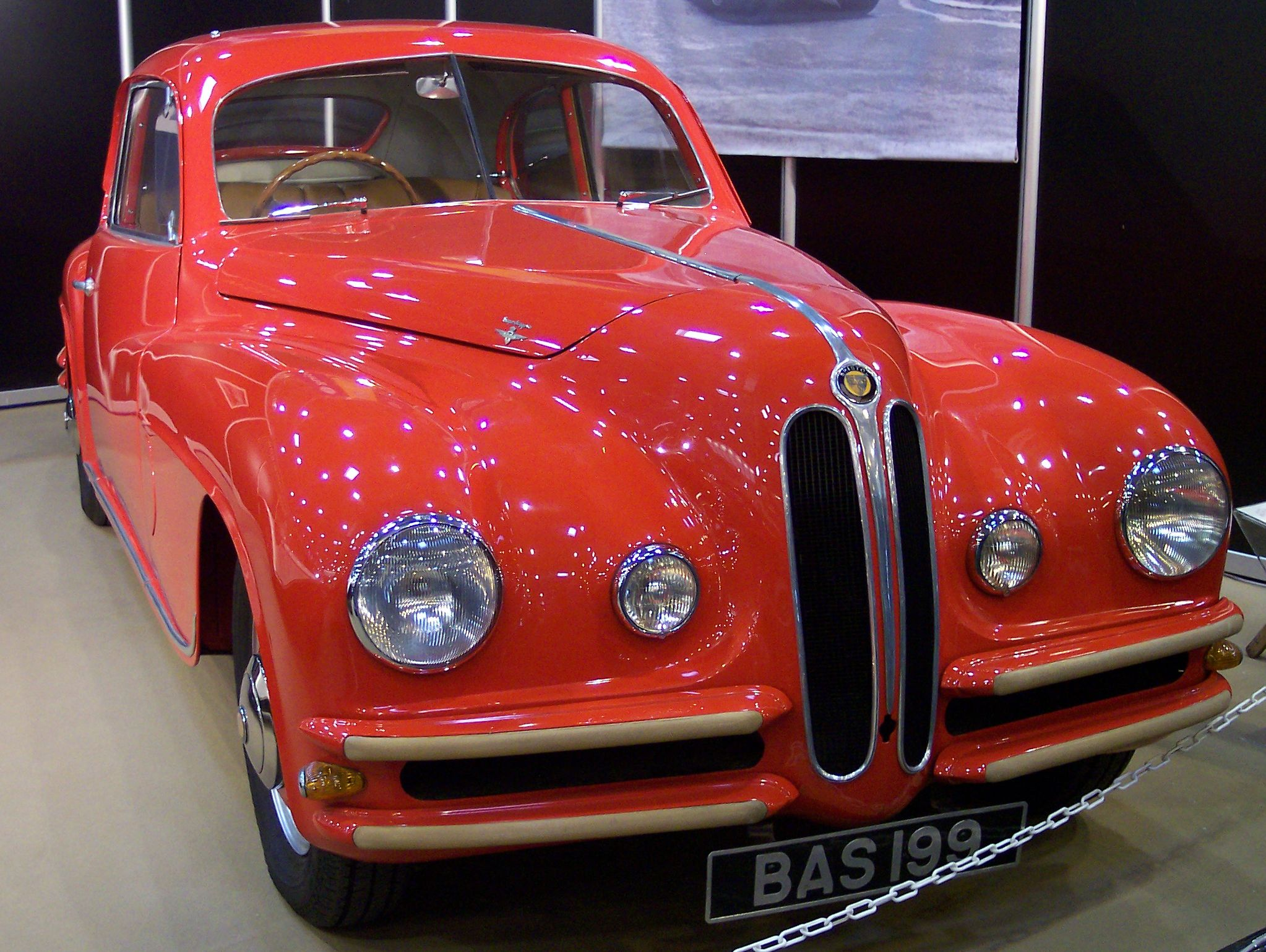
Tourings Prototyp für den Bristol 401, entstanden auf einem Chassis der Baureihe 400

In der zweiten Hälfte des Jahres 1947 entwarf die Mailänder Carrozzeria Touring eine Fließhecklimousine mit betont aerodynamischen Linien, die auf dem Chassis Nr. 129 der Baureihe 400 beruhte. Der Wagen war ein Vorläufer des späteren Bristol 401 und sah ihm weitgehend ähnlich. Allerdings gab es Unterschiede, vor allem an der Frontpartie. Der Prototyp hatte einen schmalen, hoch stehenden Kühlergrill in Form zweier „Nieren“, die die Stoßstange in der Mitte der Wagenfront durchbrachen. Bei den Serienmodellen des 401 hingegen war die vordere Stoßstange nicht unterbrochen; die Nieren fielen hier niedriger aus. Auch im Arrangement der Leuchteinheiten wich der 401 vom ersten Prototyp ab.

### Station Wagon von F. J. Hyde
1950 oder 1951 entstanden auf dem Fahrgestell des Bristol 400 zwei viertürige Kombiwagen mit Holzverkleidung im Fahrgastbereich. Beide Fahrzeuge wurden bei dem britischen Wohnwagenhersteller F.J. Hyde in Hereford aufgebaut. Die Wagenfront entsprach bis zur B-Säule dem serienmäßigen 400; die Fahrzeuge erfuhren allerdings Veränderungen am Heck und im Innenraum. Die Dachkonstruktion war neu. Insgesamt konnte das Fahrzeug neun Personen transportieren.
Der Auftrag für das erste Fahrzeug kam von einem Schlachter aus Hereford, der den umgebauten 400 zeitweise als Lieferwagen nutzte. Das Fahrzeug befindet sich seit 2003 bei einem britischen Sammler, der es restauriert. Zwei Jahre später stellte Hyde im Auftrag eines anderen Kunden einen weiteren, stilistisch identischen Station Wagon her.

### Cabriolet von Langenthal
Das Schweizer Karosseriewerk Carrosserie Langenthal AG gestaltete 1948 auf Kundenwunsch ein Cabriolet mit Pontonkarosserie. Das Fahrzeug wurde auf dem Genfer Auto-Salon 1948 ausgestellt. Die Frontpartie ähnelte dem Farina-Aufbau; über den Hinterrädern wies der Wagen aber eine deutliche Wölbung auf. Langenthals Cabriolet blieb ein Einzelstück.

### Belgisches Einzelstück
Der Bristol Owners Club sowie eine Markenbiografie berichten von einem Cabriolet mit Bristol-400-Technik, das eine in Belgien entworfene und gebaute Karosserie hatte und auf dem Brüsseler Autosalon 1950 ausgestellt wurde. Besonderes Merkmal war eine große einteilige Motorhaube, die die Kotflügel mit umfasste. Der Entwurf wird P.D. Haveloose zugeschrieben. Wer Hersteller der Karosserie war, ist unklar. Mehrere Quellen spekulieren über eine Urheberschaft des belgischen Karosserieherstellers Van den Plas. Dagegen spricht, dass das Unternehmen bereits 1935 den Betrieb eingestellt hatte.

### RGS Automobile Components
RGS Automobile Components bot in den frühen 1950er-Jahren eine eigenständig gestaltete Kunststoffkarosserie für das Bristol-400-Chassis an. Der Aufbau folgte dem Pontonstil, hatte eine weit zurückgesetzte Fahrgastzelle und ein rundlich abfallendes Dach. Mindestens ein Exemplar wurde 1954 komplettiert.

### Coupés von Zagato

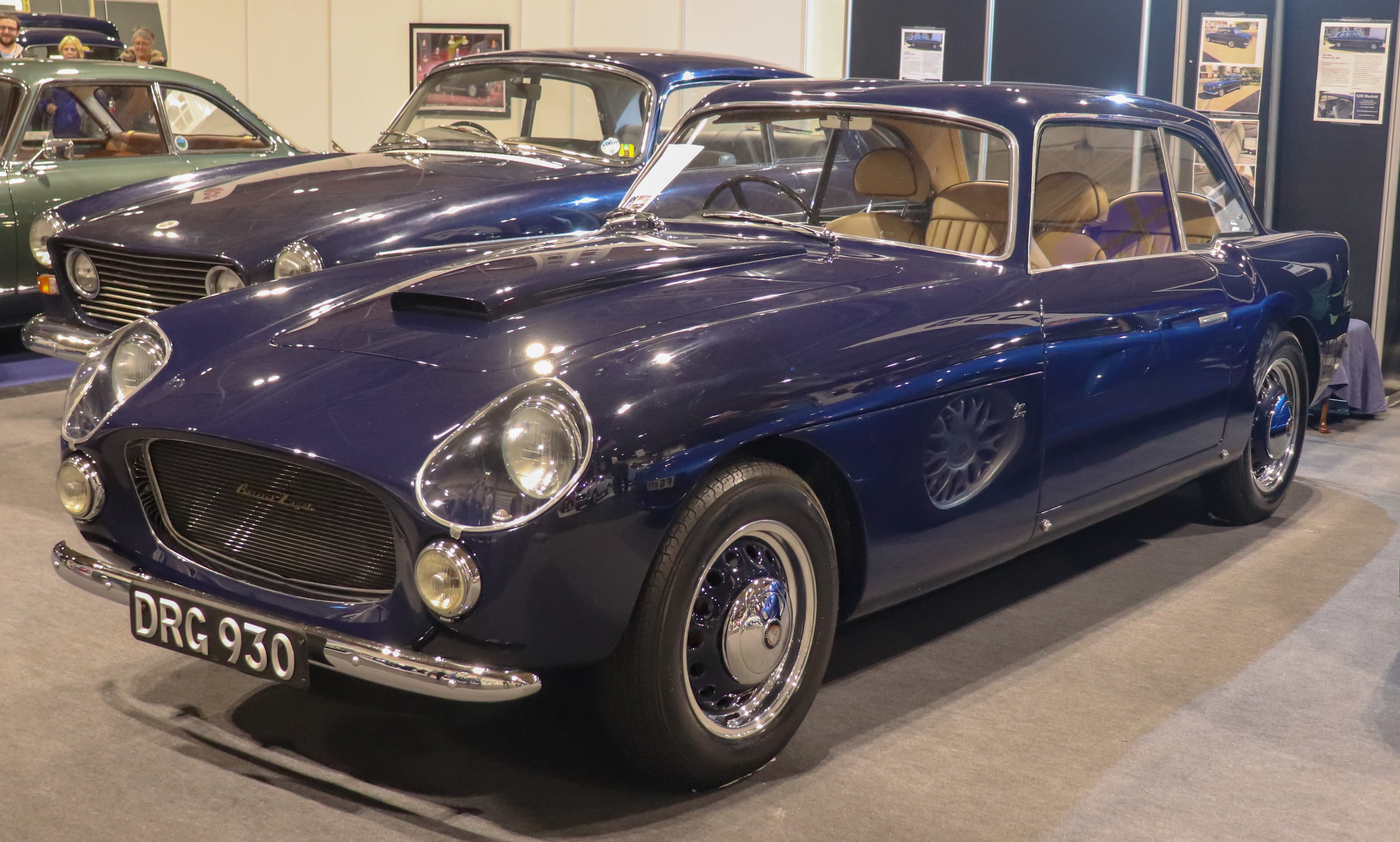
Bristol 400 mit der Karosserie des 406 Zagato (Chassisnummer 568)

Anthony Crook Motors Ltd., seinerzeit der größte Bristol-Händler Großbritanniens, ließ 1960 von Zagato einige gebrauchte Bristol-400-Chassis mit einer Karosserie im Stil des 406 Zagato neu einkleiden. Der Bristol Owners Club geht davon aus, dass „mindestens drei“, möglicherweise auch sechs dieser Fahrzeuge hergestellt wurden.

## Der Bristol 400 im Rennsport

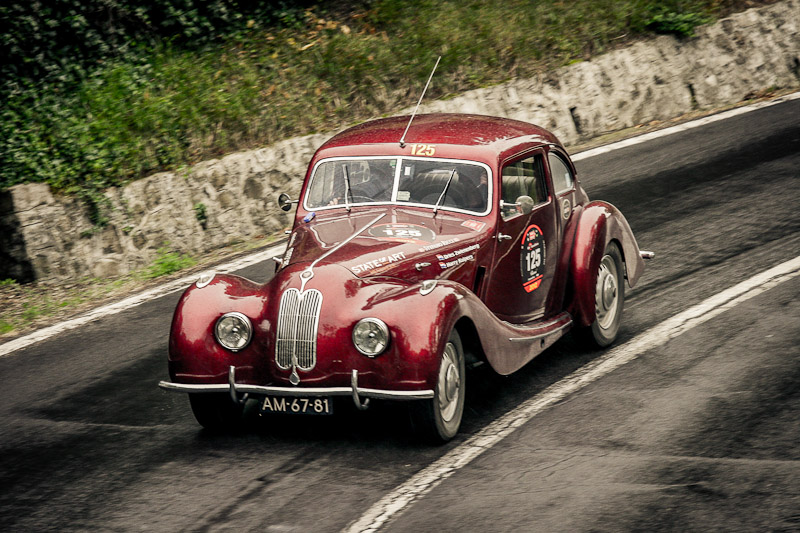
Bristol 400 bei der Mille Miglia

Zwischen 1949 und 1953 traten mehrere Privatfahrer mit einem Bristol 400 zu britischen und internationalen Rennsportveranstaltungen an.
Vier Jahre in Folge wurde jeweils mindestens ein Bristol 400 zur Rallye Monte Carlo gemeldet. Das beste Ergebnis erreichten die tschechischen Fahrer Zdeněk Treybal und František Dobrý, die die Rallye 1949 als Gesamtdritte beendeten.
Im März 1949 nahmen Harold John Aldington und Giovanni Lurani an der auf Sizilien abgehaltenen Targa Florio teil. Sie gingen mit einem weitgehend serienmäßigen Wagen ins Rennen und kamen als Zweite in der Klasse der Tourenwagen ins Ziel. In der Gesamtwertung belegten sie nach einer Fahrzeit von 14:55:41,0 Stunden den elften Endrang. Einen Monat später nahmen beide Fahrer mit dem gleichen Wagen an der Mille Miglia 1949 teil, die sie als Gesamt-Dreizehnte beendeten. 1949 fuhr Aldington bei der Rallye Alpine den ersten Bristol 400, der mit einer Farina-Karosserie ausgestattet war. Er wurde Neunter in der Gesamtwertung. Lurani steuerte den Wagen im Juli 1949 bei der Coppa d’Oro delle Dolomiti an die 21. Stelle der Gesamtwertung.
Tony Crook und zahlreiche andere Privatfahrer bestritten mit ihren Bristol 400 bis 1953 eine Reihe von Clubrennen in Großbritannien, aber auch lokale Veranstaltungen in Frankreich und Italien. Unter anderem erreichte Francis Samuelson 1953 beim Großen Preis von Rouen für Sportwagen den 11. Rang.

## Querverbindungen: Komponenten des Bristol 400 in anderen Automobilen
Unterschiedliche Komponenten des Bristol 400 wurden in den folgenden Jahren von anderen Automobilen verwendet.

### Bristol Cars

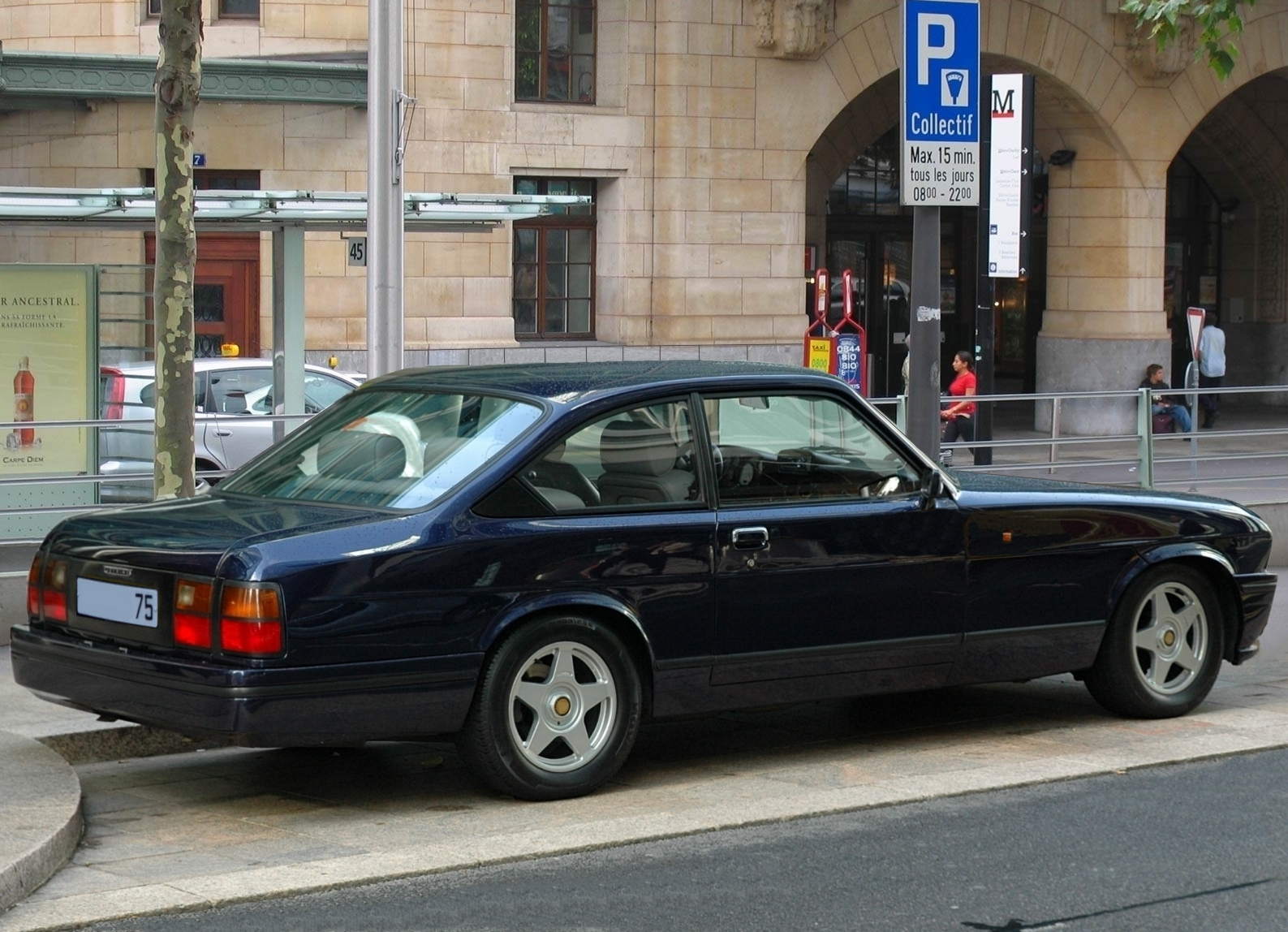
Nutzte das Chassis des Bristol 400: Der Bristol Blenheim (1993–2011)

Das gilt zunächst für die späteren Modelle Bristols. Bis hin zum Blenheim (1993–2011) nutzten mit Ausnahme des Fighter (ab 2004) alle Bristols das auf die BMW-Konstruktion zurückgehende Chassis, das im Laufe der Jahrzehnte nur geringfügig weiterentwickelt wurde. Abgesehen vom Bristol 404 und dem darauf basierenden Arnolt-Bristol behielten sie jeweils den ursprünglichen Radstand bei. Erst für den – letztlich nicht realisierten – Nachfolger des Blenheim, der Mitte der 1990er Jahre unter dem Projektnamen Bucaneer entwickelt wurde, erwog Bristol eine weitgehende Modifikation des Chassis.
Auch der Motor wurde über mehrere Jahrzehnte verwendet. Er trieb bis zum 406 alle Serienfahrzeuge der Marke an. Darüber hinaus fand er beim Rennsportwagen Bristol 450 – dort mit bis zu 155 PS – Verwendung, mit dem das Werk mehrere Klassensiege bei Langstreckenrennen wie dem 24-Stunden-Rennen von Le Mans erzielte.

### Andere Hersteller

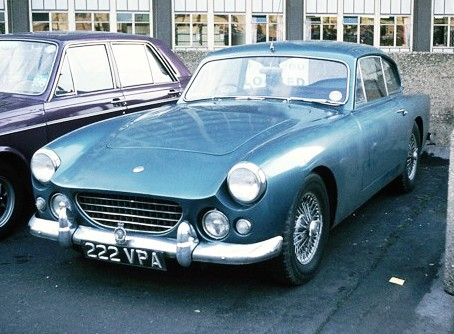
Wahlweise mit Bristol-Motor ausgestattet: Der AC Greyhound (1959–1963)

Neben Bristol nutzten auch andere Automobilhersteller den Reihensechszylindermotor aus Filton. Zu ihnen gehörten Frazer Nash und AC Cars aus Thames Ditton, die ihre Modelle Ace und Greyhound wahlweise mit den Bristol-Motoren auslieferten. Alternativ war das Coupé Greyhound mit einem AC-Triebwerk oder mit einem 2,6 Liter großen Sechszylindermotor des Ford Zephyr verfügbar; Beobachter waren sich allerdings einig, dass allein der drehfreudige Bristol-Motor in der Lage war, den Greyhound zu „annähernd sportlichen Leistungen“ zu bringen.

### Motorsport

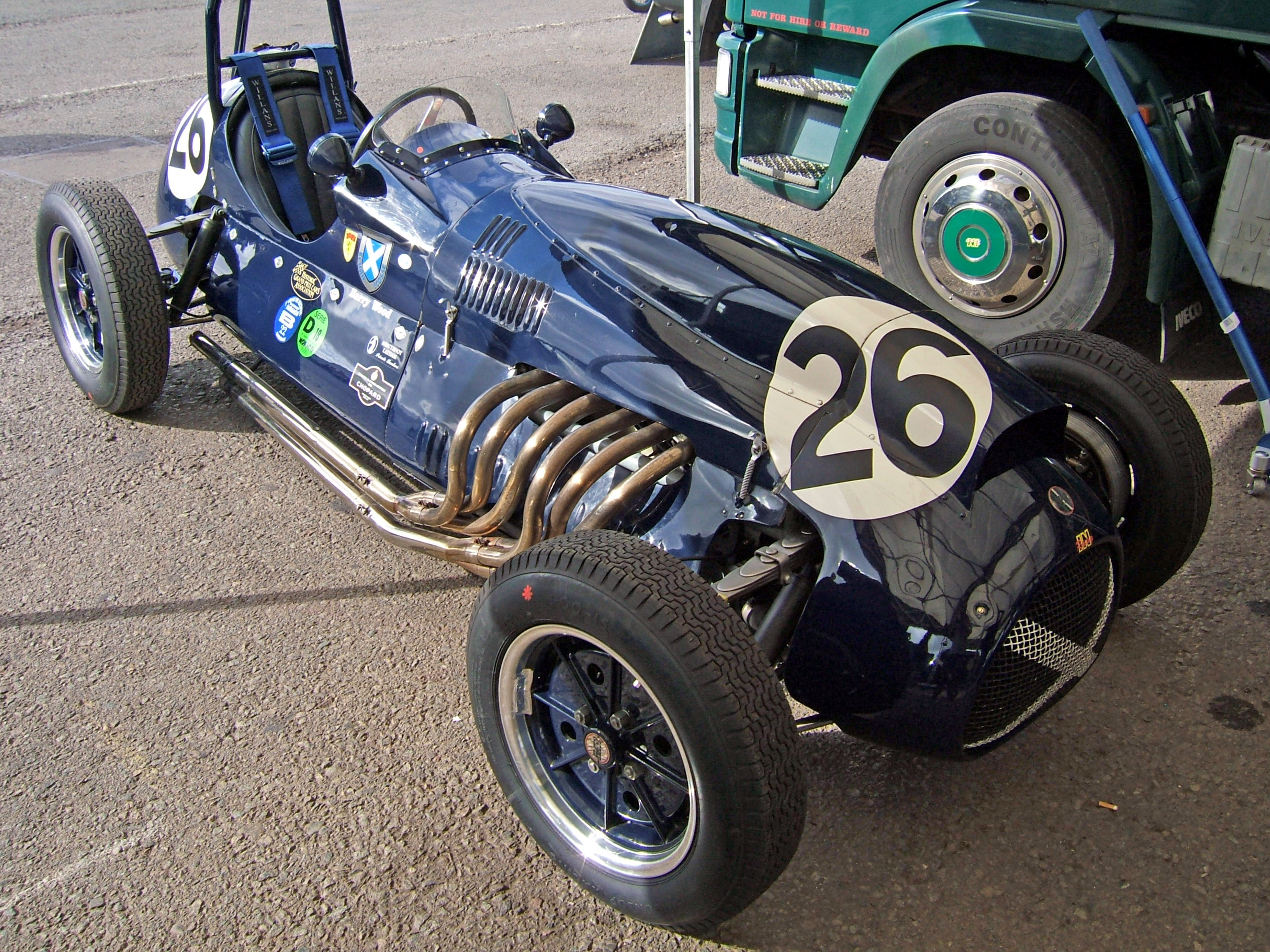
Cooper T20 mit Bristol-Motor (1952)

Schließlich fand der Bristol-Motor auch im Motorsport Verwendung. Einige Modelle der Rennwagenhersteller Cooper, Lister und Lotus wurden mit dem Sechszylindermotor ausgestattet.
Die erfolgreichste Konstruktion war der Cooper T20, der von einer 130 PS starken Version des Bristol-Motors angetrieben wurde. Er war nach dem Reglement der Formel 2 konstruiert. Mit ihm nahm das britische Unternehmen an der Fahrerweltmeisterschaft 1952 teil. Coopers Fahrer Mike Hawthorn schloss die Saison als Fünfter ab.

## Marktlage heute
Der Bristol 400 ist heute, fast 70 Jahre nach seiner Produktionseinstellung, ein gesuchter Klassiker. Das Interesse ist allerdings auf den britischen Inseln größer als in Kontinentaleuropa, wo die Marke Bristol vergleichsweise wenig bekannt ist.
Auf dem britischen Markt belaufen sich die Preise für einen exzellenten Bristol 400 auf etwa 60.000 £ (ca. 75.000 Euro). Für den deutschen Markt wurde im April 2011 ein Preis von 70.000 Euro für einen Bristol 400 in „gepflegtem Zustand“ notiert.

## Trivia
In der Togolesischen Republik wurde 1984 auf einer 1-Franc-Briefmarke ein Bristol 400 abgebildet.

## Technische Daten
| Bristol 400 Saloon                  | Bristol 400 Saloon |
| ----------------------------------- | --- |
| Motor                               | Sechszylinder-Reihen-Ottomotor                                                                                                  |
| Hubraum                             | 1971 cm³ |
| Bohrung × Hub                       | 66 × 96 mm |
| Leistung                            | 75 PS (Typ 85) 80 PS (Typ 85A) 85 PS (Typ 85C) 90 PS (Typ 85B)                                                                  |
| Verdichtung                         | 7,25 : 1 |
| Gemischaufbereitung                 | 1 × Doppelvergaser Solex Fallstrom (Typ 85) 3 × Doppelvergaser SU Fallstrom (Typ 85A) 3 × Solex Fallstrom (Typ 85 B und C)      |
| Ventilsteuerung                     | kettengetriebene untenliegende Nockenwelle; Stößel, Stoßstangen und Kipphebel (Auslass: 2 Stoßstangen und 2 Kipphebel)          |
| Kühlung                             | Wasserkühlung |
| Getriebe                            | handgeschaltetes Vierganggetriebe, Gänge 2 bis 4 synchronisiert                                                                 |
| Radaufhängung vorn                  | Querlenker oben und querliegende Blattfeder unten nach anderer Quelle Doppelquerlenker, Querblattfeder unten Zahnstangenlenkung |
| Radaufhängung hinten                | Starrachse an Dreieckslenker oben (am Differential) und über kurze Pleuel an Traghebeln mit längs eingebauten Drehstabfedern    |
| Bremsen                             | vorne und hinten Trommelbremsen                                                                                                 |
| Chassis                             | Rohrrahmen |
| Karosserie                          | Mischbauweise (Holzgerippe mit Stahlblech verkleidet)                                                                           |
| Radstand                            | 2898 mm |
| Abmessungen (Länge × Breite × Höhe) | 4648 × 1625 × 1498 mm |
| Leergewicht                         | 1130 kg |
| Höchstgeschwindigkeit:              | 150 km/h |

### Monografien zur Marke
- Christopher Balfour: Bristol Cars. A very British story. 2009 (Haynes Publishing) ISBN 978-1-84425-407-1
- R.M. Clarke: Bristol Cars: 132 Contemporary Articles Drawn from International Motoring Journals. Brooklands 2001, ISBN 1-85520-563-7 (englisch)
- L. J. K. Setright: A private car. Palawan Press, London 1998, ISBN 0-9523009-6-6 (2 Bände, engl.)
- L. J. K. Setright: Bristol Cars and Engines. Motor Racing Publications, Croydon 1974, ISBN 0-900549-22-X (englisch)
- Martin Buckley: Souls of discretion. Bristol has been in business for 50 years. In: Classic and Sports Car. Heft 5/1996, Haymarket Magazines, ISSN 0263-3183, S. 116 ff. (Markengeschichte zum 50. Jubiläum von Bristol Cars)
- Simon Taylor: Soul Survivors. In: Classic and Sports Car. Heft 8/2006, Haymarket Magazines, ISSN 0263-3183, S. 132 ff. (Porträt der Marke anlässlich des 60-jährigen Bestehens)
- Ein deutsch-englischer Klassiker. Die Geschichte der Marke Bristol. In: Classic Cars Spezial – Englische Oldtimer. Juni/Juli/August 1994, S. 6 ff.

### Zeitgenössische Presseberichte zum Bristol 400
- The Bristol 400. In: Motor vom 6. November 1946
- Bristol Enterprise. Eingehende Vorstellung des Werks und des Automobils. In: Autocar vom 9. Januar 1948
- Anglo-Italian Accord: Vorstellung des Bristol 400 Pininfarina. In: Autocar vom 5. Dezember 1947

### Rückblickende Beiträge zum Bristol 400
- Chris (Christopher) Balfour: Bristol Sixes. In: Classic and Sports Car, Heft 10/1990
- David Lillywhite, Halwart Schrader: Klassische Automobile. Motorbuch-Verlag, Stuttgart 2005, ISBN 3-613-02552-3
- Dieter Günter: Man lebt nur zweimal. Modellgeschichte des Bristol 400 und des 401, in: Oldtimer Markt, Heft 9/1996, S. 228 ff.
- Frank Oleski und Hartmut Lehbrink: Seriensportwagen. 1983/1993 (Könemann), ISBN 3-89508-000-4
- Thomas Wirth: Fly & Drive. Restaurierung eines Bristol 400. In: Motor Klassik, Heft 10/2004, S. 130 ff.